# Strix (släkte)
Strix är ett släkte med ugglefåglar. De ingår i familjen ugglor (Strigidae). Släktesnamnet Strix är latin och betyder "uggla".
Arterna i släktet är medelstora till ganska stora, robusta och kraftfulla ugglor. De har inte tydliga örontofsar och flertalet är utpräglat nattaktiva, skogslevande fåglar. De flesta lever av mindre däggdjur, fåglar och reptiler. Fåglarna förekommer på alla kontinenter utom Antarktis och Australien.
Trots att släktnamnet Strix tilldelades de örontofslösa ugglorna 1758 av Linné, var det, fram till slutet av 1800-talet, vanligt att auktorer använde släktnamnet felaktigt för andra ugglor, oftast för de obesläktade tornugglorna.

## Arter i taxonomisk ordning
Enligt AviList:
- Brunstrimmig uggla (Strix virgata)
- Svartvit uggla (Strix nigrolineata)
- Svartbandad uggla (Strix huhula)
- Brunbandad uggla (Strix albitarsis)
- Pagoduggla (Strix seloputo)
- Mangouggla (Strix ocellata)
- Vitbrynad uggla (Strix leptogrammica)
- Kattuggla (Strix aluco)
- Orientkattuggla (Strix nivicolum)
- Västlig klippuggla (Strix hadorami)
- Östlig klippuggla (Strix butleri)
- Fläckuggla (Strix occidentalis)
- Kråsuggla (Strix varia)
- Askuggla (Strix sartorii)
- Mayauggla (Strix fulvescens)
- Rostbandad uggla (Strix hylophila)
- Chacouggla (Strix chacoensis)
- Patagonienuggla (Strix rufipes)
- Slaguggla (Strix uralensis)
- Lappuggla (Strix nebulosa)
- Afrikansk skogsuggla (Strix woodfordii)